# CGS-19281A
CGS-19281A ispoljava antihipertenzivne efekte inhibicijom feniletanolamin-N-metiltransferaze.